# اسواران (سواره نظام)
اسواران (مفرد: اسوار) نام یک نیروی اشرافی سوارکار است که ستون فقرات ارتش شاهنشاهی ساسانی را تشکیل می‌داد. در فارسی امروز (شهسوار) را معادل شوالیه‌های اروپایی می‌دانند. به لحاظ تاریخی نیز کاربرد واژه‌ای نو صحیح‌تر است. فرمانده اسواران، اسواران سردار نام داشت و در زمان پادشاهی یزدگرد سوم سیاه اسواری نجیب‌زاده بلوچ به نام سیاهسوار فرماندهی اسواران را بر عهده داشت.

## شهسواران ساسانی و اشکانی
اغلب شهسوار از مناطق پارس و پارت گرد آوردی می‌شدند. جنگجویان پارتی بدنه اصلی  شهسواران را تشکیل می‌دادند.پلوتارک تاریخ‌دان رومی دربارهٔ شهسواران اینگونه سخن می‌گوید:آنان مانند کوه‌های استوار بر اسب‌ها نشسته و گویی چون کوه‌هایی آهنین هستند لباس‌های براق و درخشان آنها چشمان سربازان رومی را کور می‌کرد و با حمله‌های رعدآسا سربازان رومی را به سیخ می‌کشیدند.
پارتیان از سواران بیشترین استفاده را می‌کردند ولی در زمان ساسانیان شهسواران به اوج خود رسیدند.

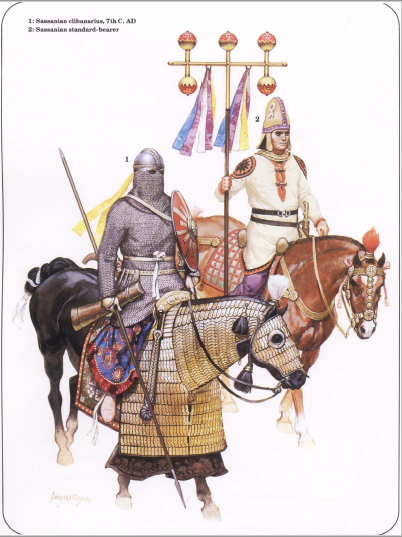
بازسازی سواره‌نظام سبک اسلحه و سنگین اسلحه اواخر دوره ساسانی

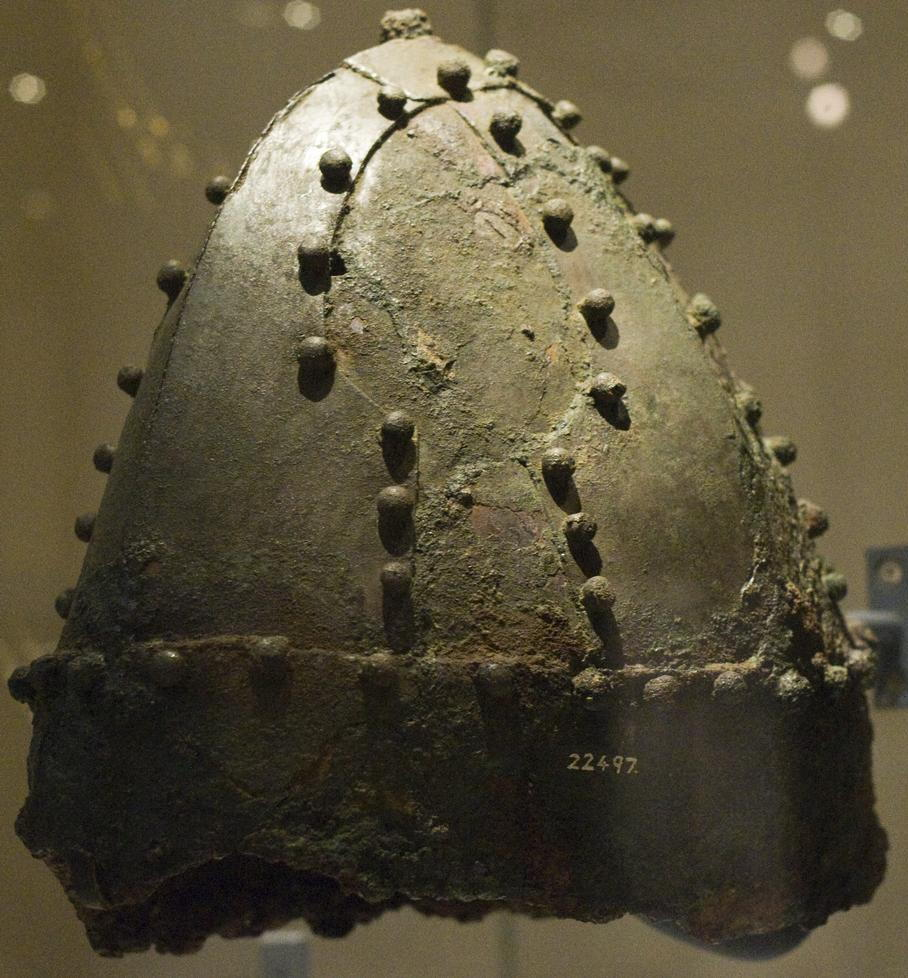
یک خود ساسانی

## شیوه نبرد و تجهیزات جنگی
آنها جوشن می‌پوشیدند و از کماندار تا سوار زره‌پوش محدودهٔ این نیرو بود. تصور می‌شود که آنها از نظر شجاعت، تاکتیک و روحیه از برترین نیروهایی بوده‌اند که ساسانیان در اختیار داشتند. در جنگ استاد مرد و مرد (شیوهٔ مردانهٔ مبارزه ایرانی) و سواری بر اسب یا فیل شهرت داشتند. لقب‌های مثل هزار مرد (قدرت هزار مرد)، زیه اسوار (سوار برتر)، پهلوان می‌گرفتند.
آنها توانستند با قلمی از جنس پیکان سرنوشت ساسانی‌ها را به فالی نیک تبدیل کنند. آنها طوری حرفه‌ای کمانگیر بودند که می‌شد گفت خود مخترع این حرفه هستند. آنها برتر و بی نظیر بودند و این به اعتراف دشمنانشان است

## گزینش
اسواران اغلب به عنوان مثالی برای وجود نظام ارباب‌رعیتی در ایران معرفی می‌شوند که بعدها تبدیل به شوالیه‌های اروپایی شدند. به گفته مورخان مانند آرتور کریستنسن و گئو ویدن‌گرن این اسوار معادل شوالیه اروپایی است. هرچند که الگویی برای شوالیه‌های اروپایی بودند و شباهت زیادی با آنها دارند اما با دیدگاه تاریخی این فرض غلط است.
اسواران از بین اشراف‌زادگان و نیروهای جنگجو و ورزیده انتخاب می‌شدند که سالها در مرزها مشغول جنگ و کسب تجربه می‌شدند و به بدنه اصلی ارتش ملحق و انواع آموزش هارا تجربه می‌کردند.

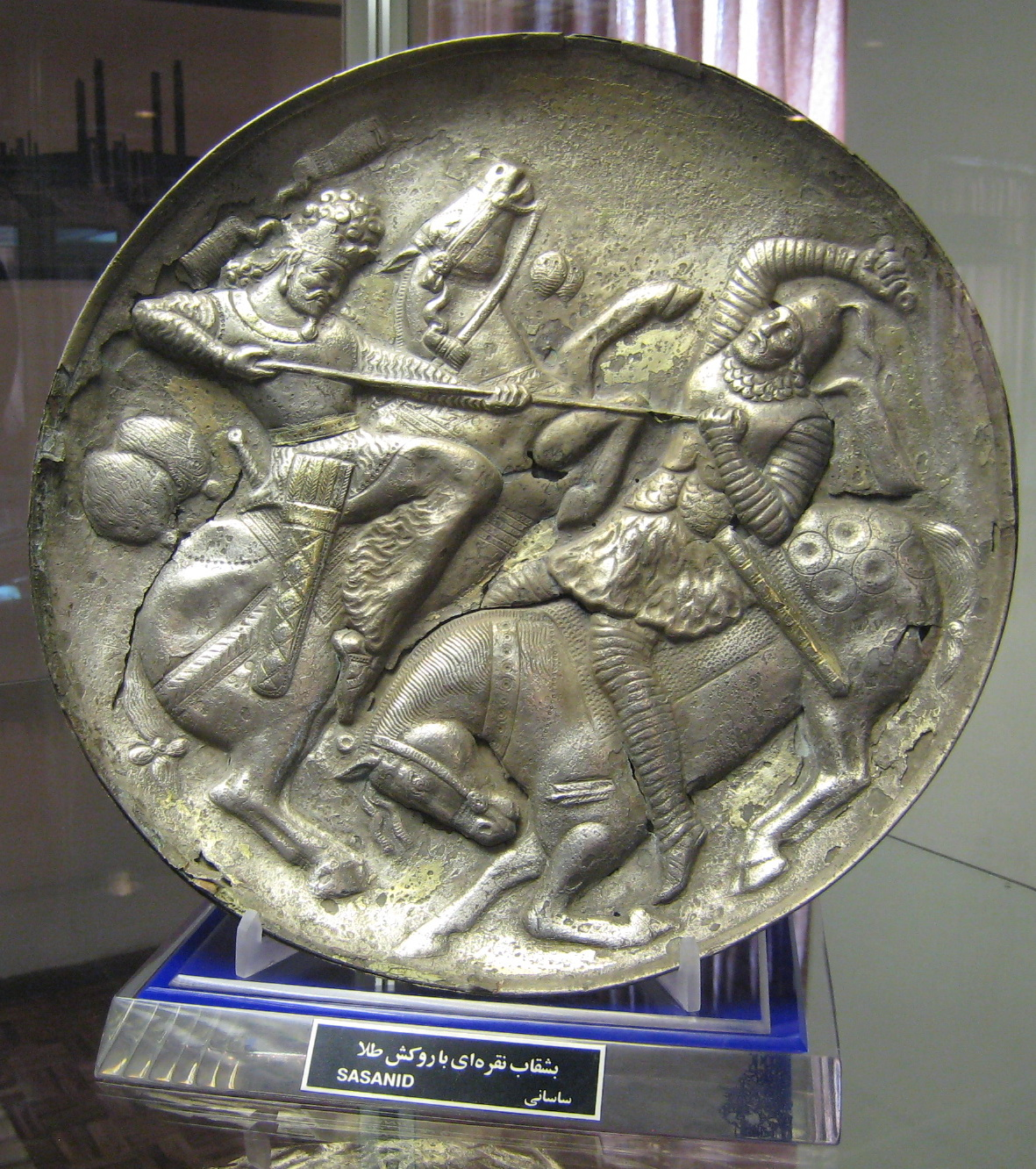
بشقاب نقره ساسانی که نبرد میان دو سوار اشراف‌زاده زره پوش را نشان می‌دهد.

## پس از حملهٔ اعراب
بعد از فتح مسلمانان این نیرو منحل شد اما چند جناح آنها به علت حفظ ثروت تحت سلطهٔ اعراب درآمده و توسط آنان اداره شدند. از آنان می‌توان به اساوره‌ها (عربی شده اسواران) تحت رهبری نجیب زادهٔ ایرانی بلوچ به اسم سیاه اسواری که به بصره فرستاده شدند اشاره کرد.

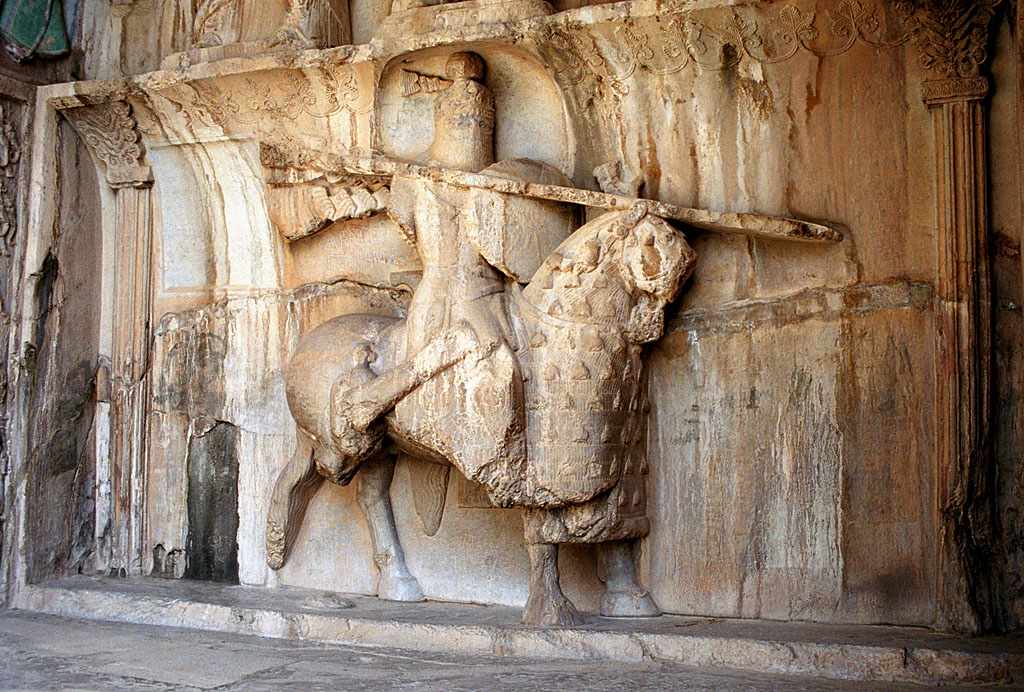
خسروی دوم (از ۵۹۵ تا ۶۲۸ میلادی) نیز لباس و زره اسواران را پوشیده‌است.

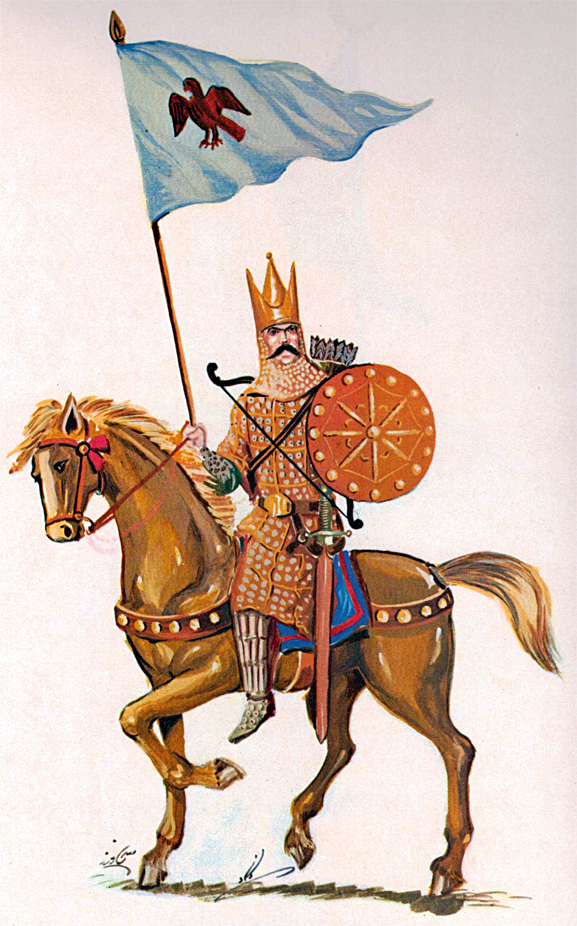
تصویر اسوار با درفش هما

### کتابشناسی
- Shapur Shahbazi, A. (1986). Encyclopaedia Iranica, Vol. II, Fasc. 5. London et al. pp. 489–499.
- Daryaee, Touraj (2009). Sasanian Persia: The Rise and Fall of an Empire. I.B.Tauris. pp. 1–240. ISBN 0-85771-666-2.
- Pourshariati, Parvaneh (2008). Decline and Fall of the Sasanian Empire: The Sasanian-Parthian Confederacy and the Arab Conquest of Iran. London and New York: I.B. Tauris. ISBN 978-1-84511-645-3.
- Jalalipour, Saeid (2014). The Arab Conquest of Persia: The Khūzistān Province before and after the Muslims Triumph (PDF). Sasanika.[پیوند مرده]
- Bosworth, C. E. (1987). "ASĀWERA". Encyclopaedia Iranica, Vol. II, Fasc. 7. pp. 706–707.
- Morony, Michael G. (2005) [1984]. Iraq After The Muslim Conquest. Gorgias Press LLC. ISBN 978-1-59333-315-7.
- Zakeri, Mohsen (1995). Sasanid Soldiers in Early Muslim Society: The Origins of 'Ayyārān and Futuwwa. Otto Harrassowitz Verlag. pp. 1–391. ISBN 3-447-03652-4.
- David Nicolle, Sassanian Armies: The Iranian Empire Early 3rd to mid-7th Centuries AD (Montvert Publishing 1996). ISBN 1-874101-08-6
- Jane Penrose Rome and Her Enemies
- Zakeri, Mohsen (1995). Sasanid Soldiers in Early Muslim Society: The Origins of 'Ayyārān and Futuwwa. Otto Harrassowitz Verlag. pp. 1–391. ISBN 3-447-03652-4.